# Siphonophora longirostris
Siphonophora longirostris är en mångfotingart som beskrevs av Filippo Silvestri 1895. Siphonophora longirostris ingår i släktet Siphonophora och familjen Siphonophoridae. Inga underarter finns listade i Catalogue of Life.